# Шихух
Шиху́х (араб. شحوح‎, ед. ч. شحّي‎ шиххи́) — арабское племя, обитающее в ОАЭ и Омане. Говорят на собственном диалекте арабского языка — шиххи́.
Представители племени шихух ведут полукочевой образ жизни на юго-востоке Аравийского полуострова — в основном на изолированном горами полуострове Мусандам. Этот регион является одним из самых малоизученных и малонаселённых уголков Аравии, хотя и расположен вдоль важного морского пути — Ормузского пролива. После открытия нефтяных месторождений в XX веке и начавшегося после этого передела земли с установлением границ, племя шихух, до этого не признававшее над собой никакой власти, присягнуло на верность султану Омана. Соседние же племена признали своим сюзереном правителей Рас-эль-Хаймы из рода Аль-Касими. Таким образом земля шихухов стала полуэксклавом, который от остального Омана отделяют 70 км эмиратской земли.
Происхождение шихухов остаётся неясным. По старинным преданиям, шихухи происходят от шухитян (савхеян) — потомков Шуаха, сына библейского пророка Авраама от Хеттуры. Судя по их культуре и диалекту, который отличается от соседних арабских племён, они могут быть одними из коренных жителей этого региона, которые были вытеснены в бесплодные горы волнами мигрировавших сюда йеменских арабов. Есть предположения о том, что они мигрировали сюда во II веке н. э. из Йемена и смешались с белуджами, или вовсе имеют белуджское происхождение. Также высказывались мнения об иранском происхождении шихухов. Часть шихухов — кумзариты говорят на иранском языке кумзари. На шихухский диалект арабского языка повлиял персидский язык.
Шихухи — самое многочисленное из трёх племён, обитающих на полуострове Мусандам. В отличие от большинства оманцев, которые являются ибадитами, они исповедуют суннитский ислам. Шихухи делятся на два крупных рода — бани хадийя и бани шатаир. В дождливую зиму шихухи живут в горах, а летом опускаются к селениям у берега, где занимаются садоводством и ведут мелкую торговлю. Также они разводят коз и возделывают небольшие поля возле запруженных временных водотоков (вади). Жилищем им служат каменные хижины.
Дипломат и исследователь Бертрам Томас (1892—1950), который преследовал интересы Британской империи в этом регионе и возглавил в начале 1930-х годов кампанию против шихухов, в своём труде под названием «The Musandam Peninsula and Its People the Shihuh» (рус. «Полуостров Мусандам и народ шихух») с презрением описывал их как «наиболее примитивное племя Омана», с которыми «очень трудно развивать дружественные отношения». Это было вполне в духе имперской риторики той эпохи в отношении племён и народов, которые оказали сопротивление британской интервенции.